# Petrolina
Petrolina je grad u državi Pernambuco, u Brazilu. Po popisu iz 2000. godine, u gradu je živjelo 188,700, na površini od 4756,8 km².

## Položaj
Grad je smješten na lijevoj strani rijeke Sao Francisco, a preko rijeke, na drugoj strani se nalazi grad blizanac, Juazeiro, Bahia. Ova dva grada međusobno povezana mostom, zajedno čine urbanu zonu od oko 500.000 stanovnika.

### Udaljenosti
Salvador 495 km 
Recife 790 km 
Rio de Janeiro 1906 km

## Gospodarstvo
Ovo područje je najpoznatije po poljoprivredi, koja se je počela razvijati, kada je počelo i navodnjavanje sušnijih dijelova u pozadini.
Izgradnja umjetnog jezera Sobradinho na rijeci São Francisco, omogućila je velike količine vode za navodnjavanje čitave lijeve i desne strane rijeke, koje su do tada bile prilično isušene i neplodne. Navodnjavanje, u kombinaciji s konstantnom temperaturom, tijekom cijele godine, stvorilo je ogroman poljoprivredni potencijal. Najčešće se uzgajaju voće i povrće, pa je ova regija i najveći brazilski izvoznik voća i povrća.
Nekada uspavani gradovi na rijeci, Juazeiro i Petrolina, postaju poljoprivredni centri. Ovo otvara nova radna mjesta, što privlači ljude u ove gradove. Jedina dva mjesta u unutrašnjosti sjeverozapadnog Brazila koja su povećala broj stanovnika su Petrolina i Juazeiro (Petrolina-Juazeiro, kako ih često zajedno zovu). Broj stanovnika u ova dva grada se za dvadeset godina uvećao s 50%.
Osim voća i povrća, također je značajno i stočarstvo, ali samo u lokalnim okvirima.

## Klima
Klima je topla i suha. Petrolina pripada polusuhom pojasu sjeveroistočnog Brazila s malo padalina, koje variraju tijekom čitave godine. Kišno razdoblje je od prosinca do svibnja, a sušno od lipnja do studenog. S druge strane, dnevne temperature malo variraju u toku godine. U najtoplijim mjesecima (od rujna do siječnja), prosječna temperatura je oko 27 °C, a u najhladnijim (od veljače do kolovoza) oko 24 °C.

## Zastava
Zastavu grada je kreirao Armindo Trajano Maia. Službeno je usvojena, kao zastava grada 26. rujna 1971. godine. Zelena boja na zastavi predstavlja blagostanje koje donosi navodnjavanje okoline, žuta boja predstavlja rijeku Sao Francisco, a crvena boja predstavlja krv hrabrih koji su stvorili grad. Vesla na zastavi predstavlja stanovništvo koje živi uz rijeku, a kaktus (Cereus Peruvianus) predstavlja stanovništvo koji živi u pozadini.

## Vanjske poveznice
- Službena stranica  Arhivirana inačica izvorne stranice od 28. ožujka 2021. (Wayback Machine)
- Portal gradа  Arhivirana inačica izvorne stranice od 20. prosinca 2005. (Wayback Machine)
- Hoteli u Petrolini  Arhivirana inačica izvorne stranice od 8. svibnja 2021. (Wayback Machine)
- Studija o razvoju grada